# IMac (Intel-based)

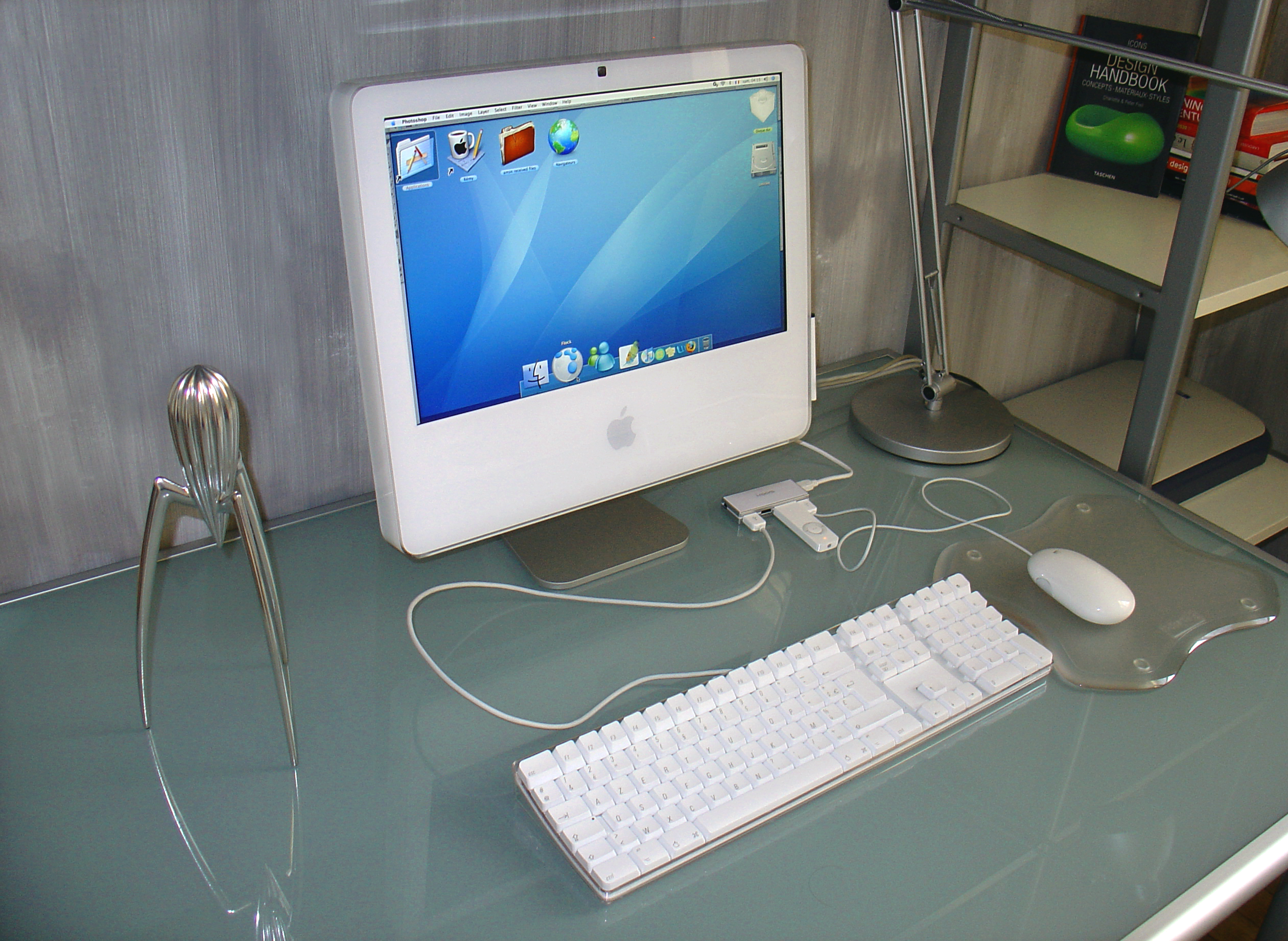
Poprzedni iMac

iMac (Intel-based) – seria iMaców wyprodukowaną przez Apple, które opierają się na technologii procesorów firmy Intel takich jak Intel Core 2 Duo. Najnowsze iMaki z tej serii mają m.in. 21,5 lub 27-calowe monitory, od 4 do 16 GB RAM-u, procesory Intel Core i5 czy Intel Core i7, oraz karty graficzne AMD Radeon HD 6750M, 6770M i 6970M.
O ile poprzednie modele tej serii iMaca miały białą obudowę wykonaną z poliwęglanu (tak samo jak iMac G5), o tyle najnowsza generacja ma wewnętrzną obudowę stylizowaną na Apple Cinema Display. Przednia obudowa jest wykonana z pojedynczego arkusza aluminium z płytą szkła pokrywającą monitor. Na tylnej części obudowy (również wykonaniej z aluminium) znajdują się wszystkie porty. Warto wspomnieć, że za jedynym elementem nie wykonanym z aluminium znajdują się anteny Airport oraz Bluetooth.

## Historia
10 stycznia 2006 Steve Jobs na Macworld Conference & Expo zapowiedział nowego iMaca, który byłby pierwszym Macintoshem wyposażonym w procesor Intela – Core Duo. Cechy produktu, cena oraz wygląd obudowy pozostały nie zmienione w stosunku do iMaca G5. Według testów Apple przy pomocy SPEC, prędkość procesora była od dwóch do trzech razy wyższa.
W lutym 2006 Apple potwierdziło zgłaszany błąd o problemach z wyświetlaniem obrazu w nowych iMacach z procesorem Intela. Podczas puszczania filmów we Front Row w niektórych 20-calowych iMacach pokazywały się losowo poziome linie, rozdzieranie obrazu i inne. Problem został naprawiony aktualizacją oprogramowania.
We wrześniu 2006 Apple odświeżyło iMaki, które odtąd mają procesory Intel Core 2 Duo, lub inne procesory Intel i są po niższej cenie. Również zostały dodane wersje z 24-calowymi ekranami o rozdzielczości 1920×1200, dzięki temu iMaki mogły wyświetlać obraz w standardzie 1080p w jego oryginalnej jakości. Oprócz modelu z monitorem o przekątnej 17 cali i procesorem taktowanym częstotliwością 1.83 GHz, ta wersja iMaca była wyposażona w kartę obsługującą połączenie Wi-Fi w standardzie 802.11n.
Latem 2007 roku został wprowadzony odświeżony iMac. Ma on nową obudowę wykonaną z aluminium. Wycofano 17-calowe modele. Obudowa tylna nie jest już wyjmowalna. Modele te mają procesory Intel Core 2 Duo od 2 do 3 GHz.
W październiku 2009 roku wprowadzono 21.5" oraz 27" iMaki. Obecnie w standardzie są sprzedawane bezprzewodowa klawiatura Apple oraz bezprzewodowa mysz Magic Mouse. Są wyposażone w procesory 2.7 GHz Intel Core i5 oraz 2.8 GHz Intel Core i7 (czterordzeniowe).
Obecne iMaki są dostarczane z myszką Magic Mouse lub gładzikiem Magic Trackpad, klawiaturą bezprzewodową Apple Wireless Keyboard, Bluetooth, kartą AirPort, wbudowaną kamerą iSight, oraz kablem do zasilania.
Trzeba także dodać, że po wejściu komputerów iMac bazujących na procesorach intel wycofano z produkcji wszystkie modele PowerPC, oraz przestano je wspierać.
Seria iMaców z procesorami Intel wykorzystuje też ekran Retina (nie we wszystkich modelach), który powiększa rozdzielczość czterokrotnie, powodując, że obraz, z którego czytamy sprawia wrażenie książki (nie widać pikseli nawet po dokładnym wpatrywaniu się w monitor).
iMac z procesorem Intel pozwala również na instalację systemu operacyjnego Microsoft Windows przez oprogramowanie Boot Camp, które nie istniało w wersjach PowerPC.